# КК Паниониос
КК Паниониос (грч. Πανιώνιος KAE) je грчки кошаркашки клуб из Неа Смирнија, предграђа Атине. У сезони 2013/14. такмичи се у Првој лиги Грчке и Еврокупу.

## Историја
Кошаркашки клуб основан је 1919. године у Измиру, у тадашњем Отоманском царству као део спортског друштва Паниониос. Након пораза грчких војних снага у Грчко-турском рату 1922, клуб је премештен у предграђе Атине. У грчко првенство ступају 1928. године и освајају друго место. Следеће сезоне освојили су треће место у првенству. Од 1982. клуб је члан горњег дома грчке кошаркашке лиге. Године 1991. Паниониос је победом у финалу грчког купа 73:70 против ПАОК-а стигао до свог првог, и засад јединог трофеја у својој историји. Паниониос је уз то још двапут играо у финалу грчког купа. 
Године 1987. клуб је стигао до завршнице грчког првенства, али у финалу је поражен од солунског Ариса. У сезони 1995/96. клуб је под вођством Душана Ивковића заузео 3. место у грчком првенству и квалификовао се у Евролигу. Следеће сезоне у Евролиги клуб је водио грчки тренер Ефтхимис Киомоурцоглу. У сезони 2007/08. клуб је освојио 3. место и поново се квалификовао за Евролигу. То им је био први наступ у Евролиги након више од 10 година.

## Успеси

### Национални
- Прва лига Грчке:
  - Другопласирани (1): 1987.

- Куп Грчке:
  - Освајач (1): 1991.
  - Финалиста (2): 1977, 1995.

## Познатији играчи
- Димитриос Аграванис
- Дејан Боровњак
- Милош Вујанић
- Зоран Ерцег
- Јуре Здовц
- Иван Зороски
- Панајотис Јанакис
- Слободан Јанковић
- Антанас Кавалијаускас
- Драган Луковски
- Владимир Мицов
- Теодорос Папалукас
- Никос Папас
- Жарко Паспаљ
- Стратос Перпероглу
- Мирослав Пецарски
- Мирослав Раичевић
- Тајрис Рајс
- Александар Ћапин
- Бранко Цветковић

## Познатији тренери
- Владе Ђуровић
- Душан Ивковић
- Александар Трифуновић